# Орлово (Поморське воєводство)
Орлово (пол. Orłowo, нім. Orloff) — село в Польщі, у гміні Новий Двур-Гданський Новодворського повіту Поморського воєводства.
Населення — 539 осіб (2011).
У 1975-1998 роках село належало до Ельблонзького воєводства.

## Демографія
Демографічна структура станом на 31 березня 2011 року:
|          | Загалом | Допрацездатний вік | Працездатний вік | Постпрацездатний вік |
| -------- | ------- | ------------------ | ---------------- | -------------------- |
| Чоловіки | 280     | 65                 | 199              | 16                   |
| Жінки    | 259     | 50                 | 171              | 38                   |
| Разом    | 539     | 115                | 370              | 54                   |